# Air-Launched Rapid Response Weapon

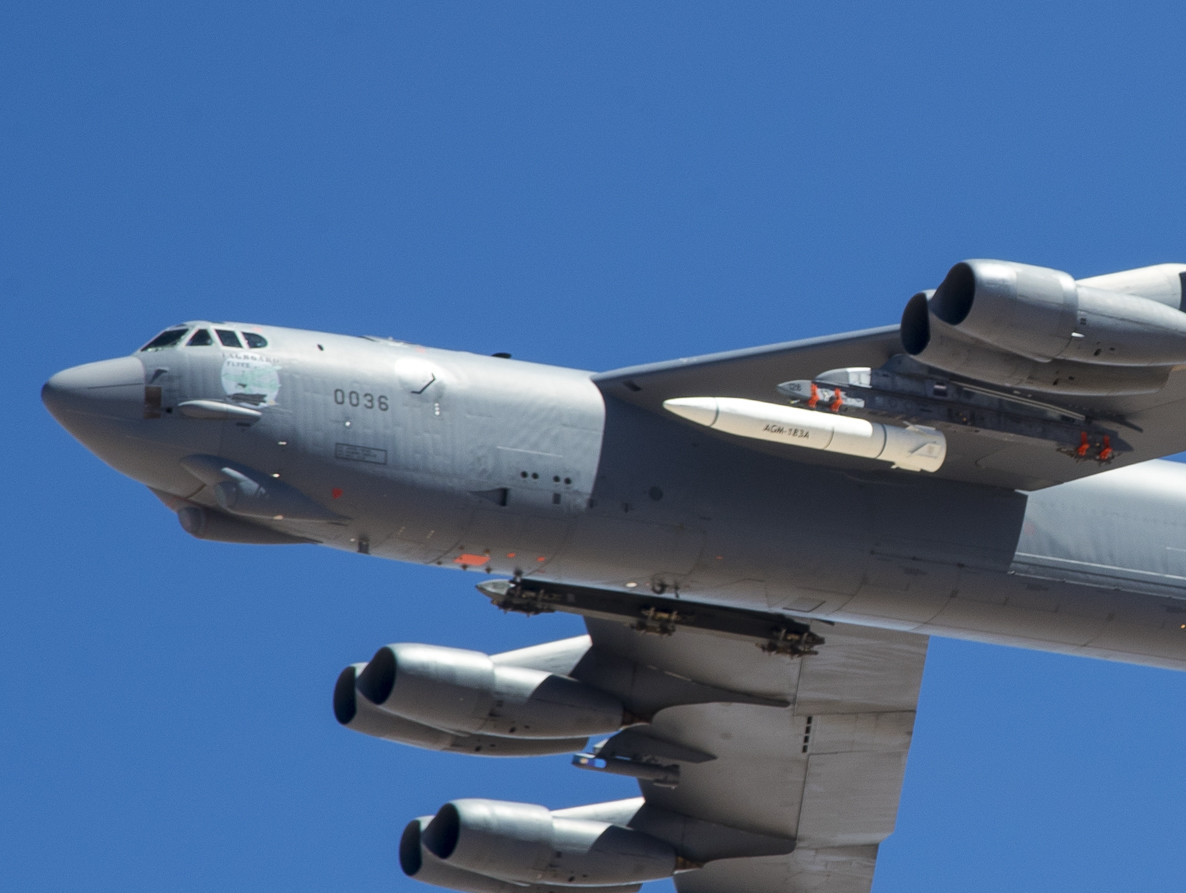
Бомбардировщик B-52 с прототипом ракеты AGM-183A на испытаниях в июне 2019 года

AGM-183A ARRW (Air-Launched Rapid Response Weapon) — американская перспективная гиперзвуковая крылатая ракета  с твердотопливным ускорителем и управляемым боевым блоком разработки Lockheed Martin Missiles and Fire Control (подразделение Локхид-Мартин) по заказу ВВС США.
Ракета сможет превышать скорость 20 Махов (около 6 км/с) и достигать дальности около 1600 км. Из выступления  руководителя программы Boeing F-15EX известна оценка длины ракеты (22 фута или около 6,7 м) и её массы (7000 фунтов или около 3,2 т). До сих пор F-15E применял бомбы длиной до 4 м массой до 5000 фунтов (около 2,3 т). У российских общественных экспертов есть сомнения в оглашённых характеристиках.
Ракета предназначена для поражения сухопутных целей, кораблей и быстро меняющих положение целей.
Этот проект заменил авиационный вариант проекта гиперзвуковой крылатой ракеты HCSW (Hypersonic Conventional Strike Weapon), отменённый, по словам помощника секретаря ВВС по вопросам приобретения, технологии и логистики Уильяма Ропера-младшего, из-за приоритетного финансирования программы новой МБР Ground Based Strategic Deterrent (GBSD).
Выбор ARRW сделан из-за возможности более быстрого производства (что по словам Ропера означает, что хотя ARRW не предназначена для массового производства, но можно будет наладить гибкое производство на всех этапах за счёт возможности трёхмерной печати частей ракеты (вроде носков крыла) и наладить производство на год раньше), а также в силу меньших габаритов, из-за чего на бомбардировщике B-52 можно разместить вдвое больше ракет.
ARRW будет иметь клиновидный дизайн планирующего блока, в отличие от конической конструкции HCSW.
Носителями ракеты станут самолёты B-1B, способные нести на пилонах до 31 такой ракеты, B-52H и F-15.
Летом 2021 года начались лётные испытания прототипов AGM-183A , но ни одно из трёх испытаний не завершились успехом. Однако в США не сомневаются в успехе программы и строят серийный завод для ракет.
Запуск ARRW в производство (и развёртывание в ВВС) намечен в 2023 г..
Согласно докладу Исследовательской службы Конгресса США, первыми гиперзвуковое оружие получат Военно-воздушные силы США — ракеты AGM-183A будут развернуты в 2022 финансовом году (принятие AGM-183 переносилось уже несколько раз, начиная с 2019 года ежегодно на год). ВВС США уже запросили финансирование закупки первых 12 ракет ARRW.

## Испытания
12 июня 2019 г. состоялся первый полет макетного образца ракеты ARRW (AGM-183A) на самолёте с авиабазы Эдвардс для проверки поведения ракеты на внешней подвеске под крылом бомбардировщика B-52H. Макетный образец AGM-183A имел размеры и массу, соответствующие изделию. Он получил часть систем управления, а недостающие агрегаты были заменены балластом. Сброс макетного образца не выполнялся.
19 марта 2020 г. ВС США провели ещё одно лётное испытание макета гиперзвуковой ракеты.
8 августа 2020 состоялись третье по счёту испытание макета AGM-183A. В полёте у берегов Южной Калифорнии приборно-измерительный макет AGM-183A-2 передавал телеметрию и данные GPS на наземные станции в районе мыса Пойнт-Мугу.
23 и 29 октября были проведены лётные испытания нового гиперзвукового оружия.
19 декабря 2020 ВВС США провели шестые лётные испытания приборно-измерительного макета ARRW (IMV), он был протестирован на бомбардировщике B-52H с базы ВВС Эдвардс в Калифорнии.
В 2021 году ВВС США планировали провести три испытания ракетного ускорителя на прототипе ракеты AGM-183A. Предполагалось, что в случае успешного теста перспективную ракету интегрируют в войска уже в 2022 году.
Первые лётные испытания нового оружия проходили 5 апреля 2021 над мысом Пойнт-Мугу на побережье Калифорнии. Ракету не удалось запустить с бомбардировщика B-52.  «Испытательная ракета не смогла завершить последовательность запуска, и бомбардировщик вернулся на авиабазу Эдвардс», — из публикации в Defense News.
28 июля, во время второй попытки, ракете удалось отделиться от подвески бомбардировщика B-52, но её двигатель не запустился.
15 декабря третье лётное испытание AGM-183A прервано в полёте из-за неизвестной проблемы и ракета, как и в первом случае, не покинула бомбардировщик. По словам генерала Хита Коллинза, ракета вернётся к разработчикам для анализа бортовых данных.
14 мая 2022 года ВВС США впервые произвели успешное испытание ракеты, которая смогла достичь скорости 5 Маха. Испытание проходило на южном побережье штата Калифорния, запуск произведён со стратегического бомбардировщика B-52.
12 декабря Пентагон отчитался об успешном пуске полноценного прототипа ракеты AGM-183A; запуск был произведён с борта бомбардировщика B-52H над Тихим океаном у побережья Калифорнии, она развила скорость в 5 Маха.
13 марта 2023 года Пентагон провел новые испытания прототипа АRRW; ракета была запущена с борта B-52H. 28 марта стало известно, что испытания закончились неудачей: «произошел сбой в процессе передачи данных». После этого Пентагон принял решения отказаться от проекта.